# 안토노프 An-70

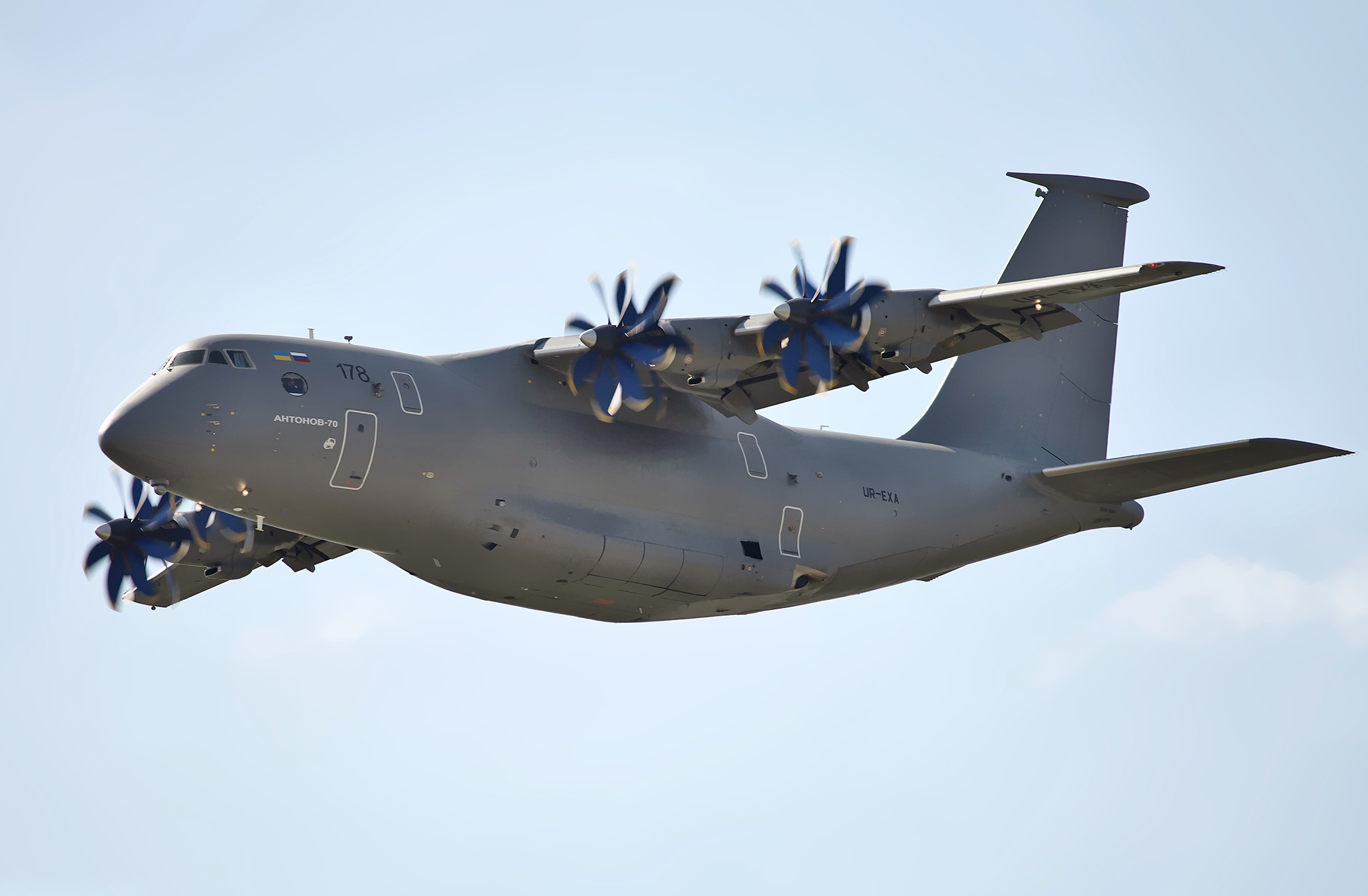
비행 중인 안토노프 An-70

안토노프 An-70(우크라이나어: Антонов Ан-70)은 4사이클 엔진 항공기이며 프롭팬 엔진으로만 구동되어 비행하는 최초의 항공기이다. 1980년대 말 구식 An-12 군수송기를 대체할 목적으로 안토노프에 의해 개발되었다.

## 종류
- An-70T
- An-70T-100
- An-7X
- An-77
- An-112KC
- An-170
- An-188

## 운용 국가
우크라이나
- 우크라이나 공군 – 2010년, 두 대가 2011년과 2012년 조달될 것으로 예측되었다.[1] 2015년 1월, 우크라이나 국방부 장관 스테판 폴토라크는 이 타입의 주문에 서명하여 An-70이 공식적으로 우크라이나 공군에 들어갈 수 있도록 하였으며 현재 이 항공기를 운용하는 유일한 국가이다.[2]

## 같이 보기
- 일류신 Il-76
- 록히드 C-141 스타리프터
- 에어버스 A400M 아틀라스
- 가와사키 C-2